# Peter Celestine Elampassery
Peter Celestine Elampassery OFMCap (Muttuchira, 28 de junho de 1938 - 27 de maio de 2015) foi um clérigo indiano e bispo de Jammu-Srinagar.
Pedro Celestino Elampassery entrou na Congregação dos Capuchinhos e foi ordenado sacerdote em 3 de outubro de 1966.
O Papa João Paulo II o nomeou Bispo de Jammu-Srinagar em 3 de abril de 1998. O arcebispo de Delhi, Alan Basil de Lastic, o consagrou bispo em 6 de setembro do mesmo ano; Co-consagradores foram Symphorian Thomas Keeprath OFMCap, Bispo de Jalandhar, e Hipólito Anthony Kunnunkal OFMCap, Bispo Sênior de Jammu-Srinagar.
Em 3 de dezembro de 2014, o Papa Francisco aceitou sua aposentadoria por motivos de idade.